# Romilly-sur-Seine
Romilly-sur-Seine – miejscowość i gmina we Francji, w regionie Grand Est, w departamencie Aube. Przez miejscowość przepływa Sekwana. 
Według danych na rok 1990 gminę zamieszkiwało 15 557 osób, a gęstość zaludnienia wynosiła 614 osób/km².

## Miasta partnerskie
- Lüdenscheid, Niemcy
- Milford Haven, Wielka Brytania
- Humań, Ukraina
- Medicina, Włochy
- Gotha, Niemcy

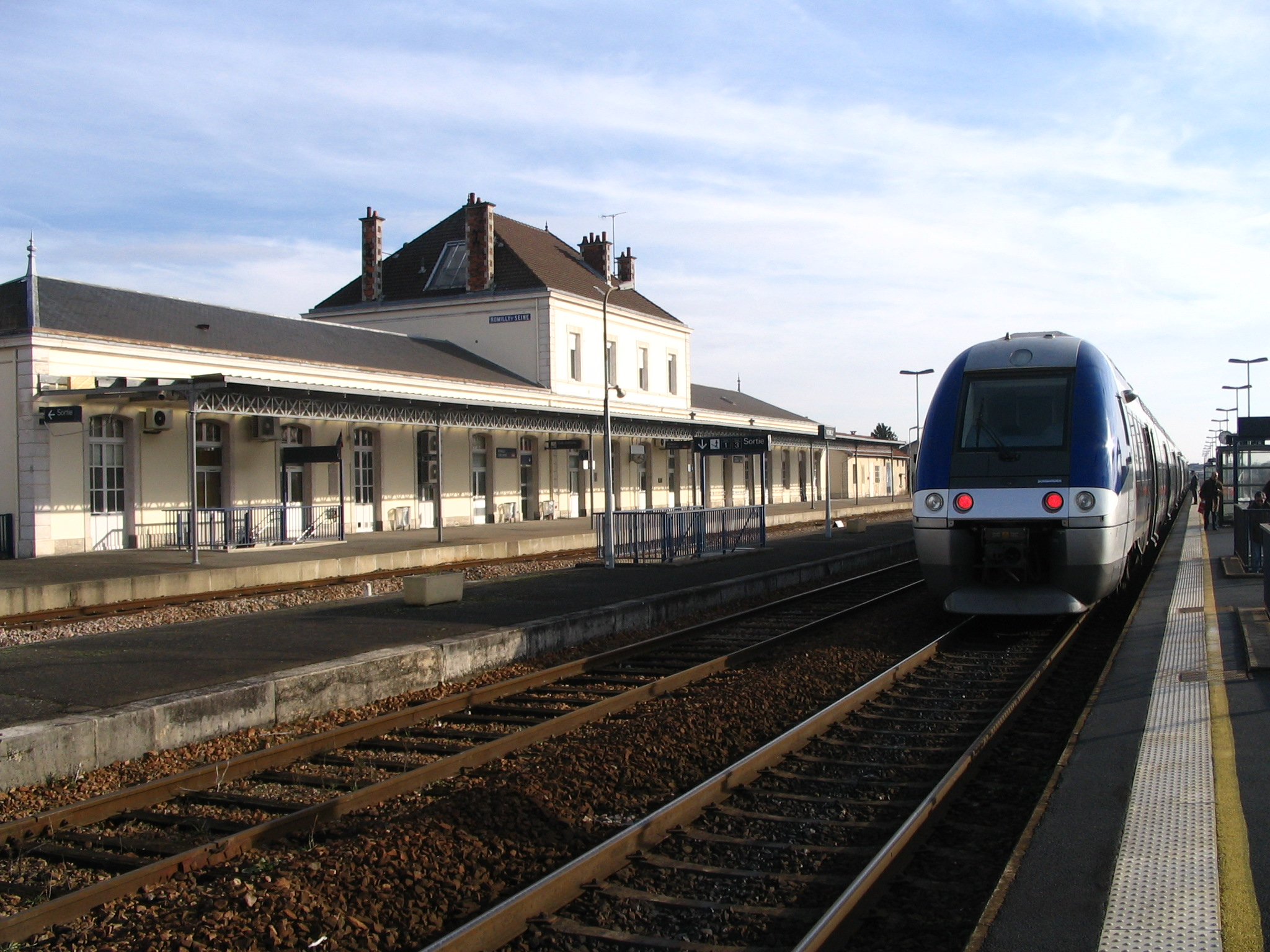
Dworzec kolejowy w Romilly-sur-Seine, 2009
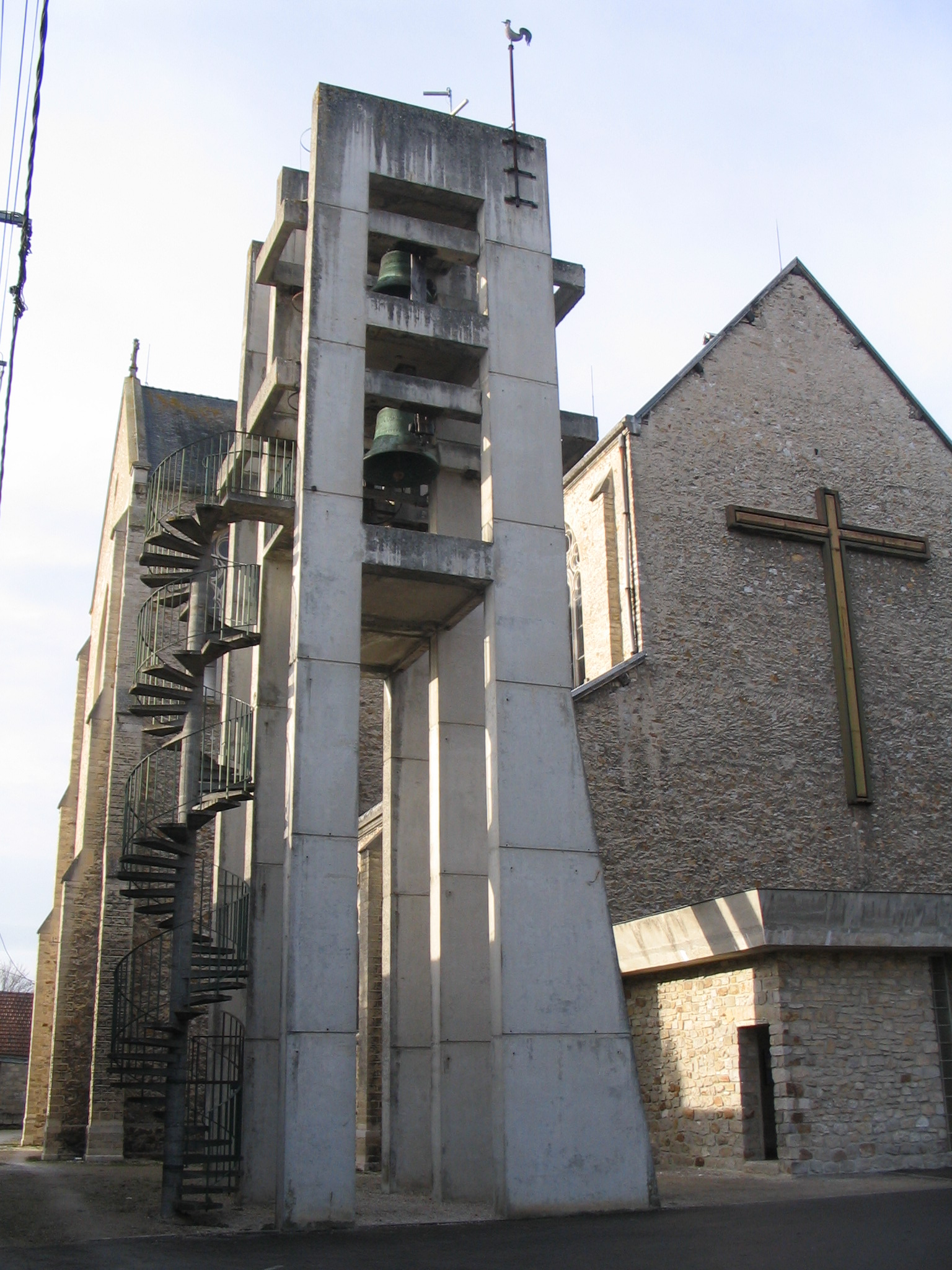
Dzwonnica i kościół w Romilly-sur-Seine, 2009
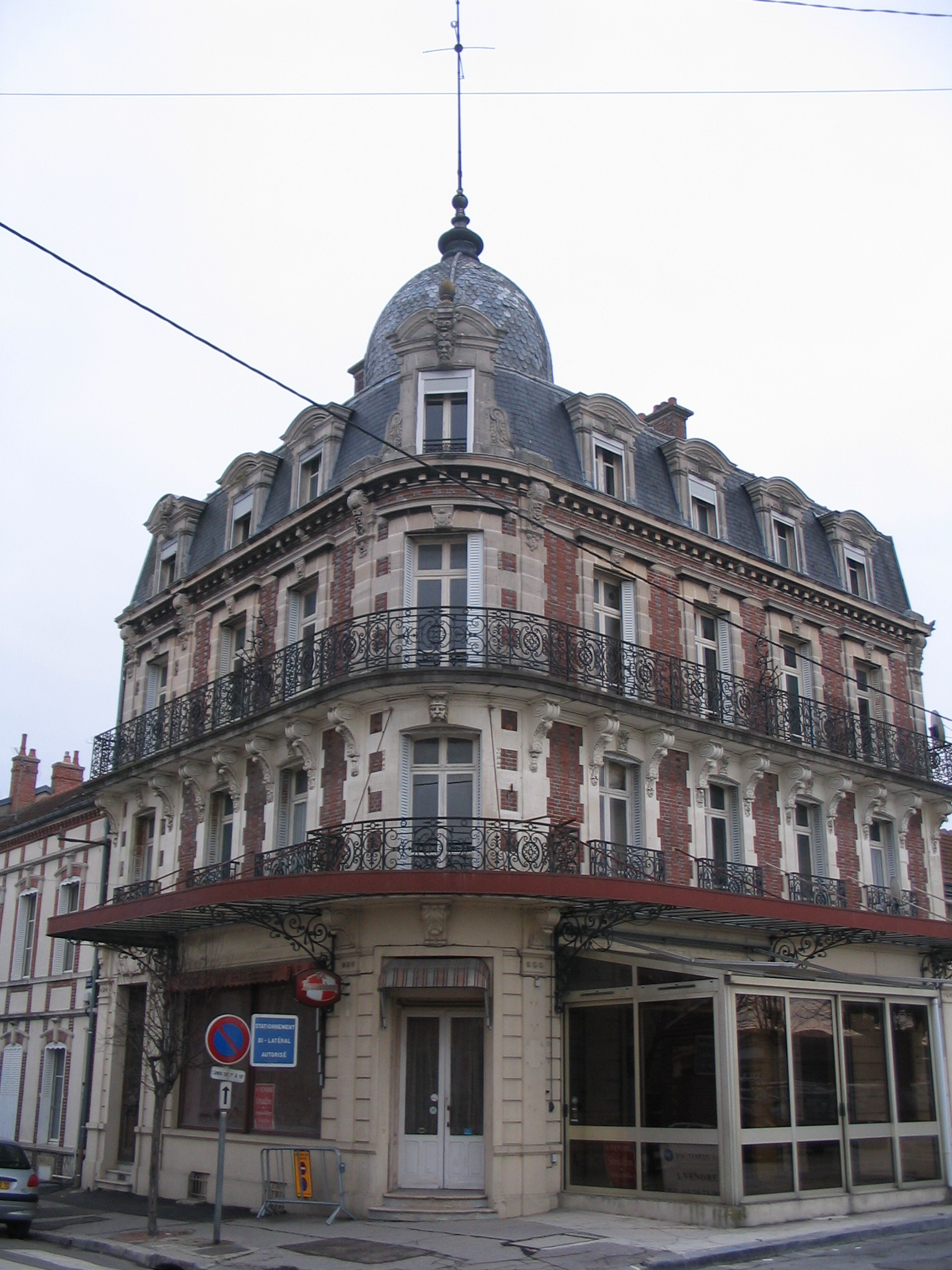
Hotel w Romilly-sur-Seine, 2009